# توماس ر. جولد
توماس ر. جولد (بالإنجليزية: Thomas R. Gold) هو محامي وسياسي أمريكي، ولد في 4 نوفمبر 1764، وتوفي في 24 أكتوبر 1827. انتخب عضو جمعية ولاية نيويورك وانتخب عضو مجلس ولاية نيويورك وانتخب عضو مجلس النواب الأمريكي.